# Spyridon Samaras

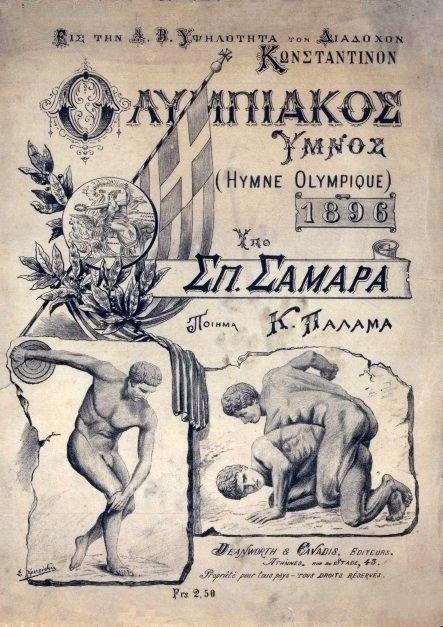
Portada del Himno Olímpico, Juegos Olímpicos de Atenas 1896.

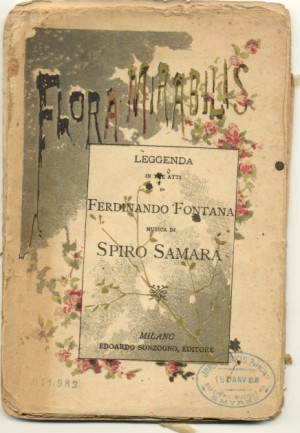
Libreto original de Flora mirabilis (1887).

Spyridon-Filiskos Samaras (también Spyros o Spiro Samara, Corfú, 29 de noviembre de 1861 - Atenas, 7 de abril de 1917) fue un compositor griego, autor de la música del Himno Olímpico y reconocido por sus óperas. Formó parte de la generación de compositores que precedieron a la obra de Giacomo Puccini. Está considerado el compositor griego más importante antes de Dimitri Mitropoulos.

## Biografía
Nació en Corfú, donde estudió con el compositor y guitarrista Spyridon Xyndas (Σπυρίδων Ξύνδας). De 1875 a 1882 estudió en el Conservatorio de Atenas con Federico Bolognini, Angelo Mascheroni y Enrico Stancampiano. Su primera ópera Torpillae (hoy extraviada) fue estrenada en Atenas en 1879. En 1882 se estableció en París para estudia en el Conservatorio de París y se convirtió en el discípulo favorito de Jules Massenet. También fueron sus instructores Léo Delibes, Théodore Dubois y Charles Gounod. Durante tres años trabajó con éxito en París como compositor, hasta que en 1885 emigró a Italia. 
Pronto se convirtió en una figura importante de la escena operística italiana. Su ópera Flora mirabilis se estrenó en Milán en 1886 y en 1888 Medgé fue exitosamente estrenada en el Teatro Constanzi de Roma con la sóprano francesa Emma Calvé en el rol protagónico. El editor milanés Edoardo Sonzogno, fundador del Teatro Lirico Internazionale se asoció con Samaras y eligió su ópera La martire para inaugurar el teatro el 22 de septiembre de 1894. Esta obra ya se había estrenado ese mismo año en Nápoles. Está basada en un libreto de Luigi Illica que reúne varios elementos naturalistas que brindan espacio a la personalidad musical de Samaras para recibir un tratamiento similar. 
Los trabajos de Samara tuvieron gran difusión: sus óperas fueron representadas en París, Montecarlo, Colonia, Berlín, Viena, Malta, Bucarest, Constantinopla, Esmirna, Alejandría, El Cairo y en ciudades de Italia y Grecia. Escribió en total quince obras, con las tres últimas basadas en textos de Paul Milliet; Storia d'amore o La biondinetta (1903), Mademoiselle de Belle-Isle (1905) y Rhea (1908). 
Regresó a Grecia en 1911, con la certeza de que sería designado director del Conservatorio de Atenas. Debido a controversias ello no ocurrió, por lo que se dedicó a componer operetas dirigidas a satisfacer a un público muy variado, en lugar de continuar en su anterior línea de trabajo. Su última ópera, Tigra, a pesar de haber sido iniciada en la misma época y de contener fragmentos de su mejor música, nunca fue concluida.
Su obra más conocida es el Himno Olímpico, con letra de Kostís Palamás. El himno fue ejecutado por primera vez durante la ceremonia de apertura de los Juegos Olímpicos de Atenas 1896, los primeros Juegos Olímpicos modernos. Fue declarado himno oficial del movimiento Olímpico por el Comité Olímpico Internacional en 1958 ha sido usado en cada ceremonia de apertura desde los Juegos Olímpicos de Squaw Valley 1960.
Falleció a los 55 años, en Atenas.

## Obras
- Torpillae, música incidental para obra teatral, texto de Gavziilidis y K. Triandafyllos, Atenas, 1879.
- Olas, ópera en 4 actos, libreto por Fravassili, 1882. (extraviada)
- Flora mirabilis, ópera en 3 actos, libreto por Ferdinando Fontana, Teatro alla Scala, Milán, 1886.
- Medge, ópera en 4 actos, libreto por Ferdinando Fontana, Teatro Constanzi, Roma, 1888.
- Messidor, ópera basada en la novela Le Chevalier de Maison-Rouge (El caballero de la casa roja) de Alexandre Dumas, escrita antes de 1891, (extraviada).
- Lionella, ópera en 3 actos, libreto por Fontana, extraviada excepto Rapsodia húngara, Teatro alla Scala, Milán, 4 de abril de 1891.
- La martire, ópera en 3 actos, libreto por Luigi Illica, Teatro Lirico Internazionale, Milán, 1894.
- La furia domata, ópera en 3 actos, libreto por E. A. Butti y G. Macchi, basada en La fierecilla domada de Shakespeare, Teatro Lirico Internazionale, Milán, 1895.
- Storia d’amore o La biondinetta, ópera en 3 actos, libreto por Paul Milliet, Teatro Lirico Internazionale, Milán, 1903.
- Mademoiselle de Belle-Isle, ópera en 4 actos, libreto por Paul Milliet, Teatro Politeama, Génova, 1905.
- Rhea, ópera en 3 actos, libreto por Paul Milliet, Teatro Verdi, Florencia, 1908.
- Tigra, ópera en 3 actos inconclusa, libreto por R. Simoni, 1911. (solo se conserva el primer acto)
- Pólemos en polémo, opereta en 3 actos, libreto por G. Tsokopoulos and I. Delikaterinis, Atenas, 10 de abril de 1914.
- I pringípissa tis Sassónos, opereta en 3 actos, libreto por N.I. Laskaris y P. Dimitrakopoulos, Atenas, 21 de enero de 1915.
- I Kritikopoúla, opereta en 3 actos, libreto por Laskaris y Dimitrakopoulos, Atenas, 30 de marzo de 1916.

Para piano (selección)
- Scènes Orientales, Quatre Suites caractéristiques, París, 1882
- Bohémienne, 1888